# François Louis Dedon-Duclos
Pour les articles homonymes, voir Duclos.
 (avril 2019).
Si vous disposez d'ouvrages ou d'articles de référence ou si vous connaissez des sites web de qualité traitant du thème abordé ici, merci de compléter l'article en donnant les références utiles à sa vérifiabilité et en les liant à la section « Notes et références ».
François Louis Dedon-Duclos, né le 21 octobre 1762 à Toul dans les Trois-Évêchés et mort le 19 janvier 1830 à Vanves, est un général français de la Révolution et de l’Empire.

## Biographie

### De l'aspirant au chef de brigade
Entré au service comme aspirant à l’école d'artillerie de Metz le 1er avril 1777, il en sort le 15 juillet 1780, avec le grade de lieutenant, et devient capitaine le 17 mai 1787. Élu lieutenant-colonel du 6e bataillon de volontaires de Paris, il dirige, en 1792, l'artillerie d'une division de l'armée, successivement commandée par les généraux Kellermann et Custine ; il se trouve au combat du 3 août devant Landau, à la prise de Spire, et de Mayence, et aux combats du 2 décembre devant Francfort. À la fin de cette campagne, le général Custine lui confie la direction de l'artillerie de la place de Mayence. L'année suivante, il assiste aux combats du 19 juillet et à la bataille du 22, sous les murs de la forteresse de Landau, puis entre dans cette place pour y prendre le commandement en chef de l'artillerie. Dans une sortie de la garnison, il reçoit un coup de feu à l'épaule gauche en dirigeant lui-même les troupes. Il fait ensuite les guerres de l’An II et de l’An III (1793-1795) à l'armée du Rhin, est nommé le 10 floréal an III (29 avril 1795) chef du bataillon de pontonniers, dont on lui a confié l'organisation. Le général Moreau lui donne la direction des pontons destinés au passage du Rhin, sous le fort de Kehl, et il s'acquitte avec habileté de cette mission. 
Après le siège de Kehl, auquel il prend part, il rend le même service à l'armée du Rhin, en facilitant le 1er floréal An V (19 avril 1797) le même passage à Diersheim. Cette action lui mérite le 21 prairial, le brevet de chef de brigade et le commandement du corps des cantonniers. Passé sous les ordres du général Augereau, il fait avec l'armée d'Allemagne la campagne de l’An VI. L'année suivante, il est chargé de diriger le blocus d'Ehrenbreitstein, ainsi que le passage du Rhin vers Mannheim et Philippsbourg ; il reçoit à cette occasion une lettre de félicitations du Directoire. Le colonel Dedon, passé à l’armée d’observation commandée par Bernadotte, se distingue encore à la prise de Mannheim, puis, pendant la campagne d'Helvétie, sous Masséna, notamment au passage de la Limmath à Dietikon, qui contribue puissamment à la victoire de Zurich. Il est parvenu à organiser une flottille sur le lac de Constance, qui provoque la retraite des Russes. Après le passage de la Limmat, Masséna embrasse Dedon sur le pont qu'il a établi, en présence de toute l'armée, et lui donne le grade de général de brigade. Cette nomination n’est pas confirmée.

## Sous le Consulat et l'Empire
En l'an VIII, il est à l’armée du Danube, au nouveau passage du Rhin près de Schaffhouse, où il est blessé au poignet gauche. Envoyé à l'armée du Rhin commandée par Moreau, il y fait la campagne de l'an IX. À la paix de Lunéville, le premier Consul lui confie le commandement du régiment d'artillerie à pied le 12 prairial an IX, et lui envoie un sabre de la manufacture de Versailles. Appelé à la direction d'artillerie de Strasbourg le 20 brumaire an XII, il est nommé membre de la Légion d'honneur le 19 frimaire an XII (11 décembre 1803), et officier de cet Ordre le 25 prairial suivant. II organise pendant les Ans XII et XIII l'équipage d'artillerie de la Grande Armée, et fait construire quatre ponts sur le Rhin pour en faciliter le passage.
Nommé général de brigade le 6 brumaire an XIV (28 octobre 1805), il va prendre le commandement de l'artillerie  de l'armée du Nord. En 1806, l'Empereur lui confie la direction générale des parcs d'artillerie de l'armée de Naples ; il y commande l'artillerie au siège de Gaeta, où un éclat de bombe lui écorche la jambe droite. Il rétablit et réorganise les établissements napolitains, et le roi de Naples (Joseph Bonaparte) lui donne le 3 novembre 1807, le grade de général de division et le titre de commandant en chef de l'artillerie des armées française et napolitaine. Ayant reçu l'ordre de se rendre en Espagne, il y trouve en 1808, des lettres de service du gouvernement français pour y commander en second, comme général de division, l'artillerie de siège et de campagne. Le 12 juillet l'Empereur le décore de la croix de commandeur de la Légion d'honneur.
Désigné en 1809, pour prendre le commandement en chef de l'artillerie de siège de Saragosse et de l'armée d'Aragon, il donna dans ces deux circonstances de nouvelles preuves de capacité et de bravoure. Le général Dedon, qui prend une part glorieuse dans ce siège, continue à se signaler dans les expéditions qui suivent. Il se couvre de gloire aux batailles de Talavera et d'Ocana, puis est nommé le 2 décembre 1810, colonel général de l'artillerie du roi d'Espagne. Il prend part à l'expédition d'Andalousie et au passage de la Sierra-Morena. Il conserve cet emploi jusqu'en 1813, et assiste à l'expédition sur Torenès, à la retraite sur Valence, à l'expédition sur Salamanque et enfin à la reprise de Madrid (1812). Après la campagne de 1813, pendant laquelle il se fait remarquer à la bataille de Vitoria et dans toutes les affaires d’arrière-garde, depuis cette ville jusqu'à Kursum et au col de Maga, il prend le commandement de l'artillerie du 4e corps, figure avec gloire aux batailles de Leipzig, aux combats de Kosen, d’Auerstaedt et de Hanau. Il fait partie de l’arrière-garde jusque sur le Rhin. L'année suivante, il prend le commandement en chef des équipages de pont et se trouve enfermé dans Mayence.
Rentré en France après la reddition de cette place, l'Empereur refuse de le confirmer dans le grade de général de division. Une ordonnance royale du 1er juin 1814 le reconnaît dans son grade de lieutenant-général pour prendre rang le 10 mai de cette-année. Louis XVIII le fait chevalier de l'ordre royal et militaire de Saint-Louis le 16 juillet suivant. Admis à la retraite le 24 décembre, le roi lui confie une mission importante dans le Midi. Il a été remis en activité le 17 mars 1815, mais la marche rapide de Napoléon le retient à Paris. L'Empereur lui ayant conservé sa position par décret du 1er mai, il est réadmis à la retraite le 9 décembre 1815. Le nom du général Dedon-Duclos est inscrit sur l’Arc de triomphe de l'Étoile, côté Est.